# Kano under sommer-OL 2016 – K1 500 m (damer)
Damernes K-1 500 meter under Sommer-OL 2016 fandt sted den 17. august - 18. august 2016 på Lagoa Rodrigo de Freitas ved Copacabana.

## Format
Konkurrencen blev indledt med tre indledende heats. De fem bedste fra hvert heat samt den bedste sekser gik til semifinalerne, hvor de fire bedste gik til finalen mens de resterende fik mulighed for at konkurrere om placeringerne fra 9 - 16 i B finalen. Indledende heats og semifinalerne blev afviklet om formiddagen den 17. august mens de to finalerunder blev afviklet om formiddagen den 18. august.

## Resultater
Den førende fem i hvert heat plus hurtigste sjetteplads avancerede til semifinalen.

### Heat 1
| Placering | Atlet           | Land           | Tid      | Note |
| --------- | --------------- | -------------- | -------- | ---- |
| 1         | Lisa Carrington | New Zealand    | 1:54.765 | SF   |
| 2         | Emma Jørgensen  | Danmark        | 1:55.660 | SF   |
| 3         | eresa Portela   | Portugal       | 1:56.439 | SF   |
| 4         | Rachel Cawthorn | Storbritannien | 1:56.612 | SF   |
| 5         | Zoya Ananchenko | Kasakhstan     | 1:58.136 | SF   |
| 6         | Yusmari Mengana | Cuba           | 2:02.162 |      |
| 7         | Afef Ben Ismail | Tunesien       | 2:08.170 |      |

### Heat 2
| Placering | Atlet             | Land         | Tid      | Note |
| --------- | ----------------- | ------------ | -------- | ---- |
| 1         | Danuta Kozák      | Ungarn       | 1:53.427 | SF   |
| 2         | Maryna Litvinchuk | Hviderusland | 1:53.966 | SF   |
| 3         | Bridgitte Hartley | Sydafrika    | 1:55.737 | SF   |
| 4         | Franziska Weber   | Tyskland     | 1:56.601 | SF   |
| 5         | Lasma Liepa       | Tyrkiet      | 1:59.581 | SF   |
| 6         | Ana Paula Vergutz | Brasilien    | 2:00.680 |      |
| 7         | Marina Toribiong  | Palau        | 2:14.807 |      |

### Heat 3
| Placering | Atlet                   | Land      | Tid      | Note |
| --------- | ----------------------- | --------- | -------- | ---- |
| 1         | Zhou Yu                 | Kina      | 1:53.043 | SF   |
| 2         | Émilie Fournel          | Canada    | 1:53.670 | SF   |
| 3         | Mariya Povh             | Ukraine   | 1:54.247 | SF   |
| 4         | Karin Johansson         | Sverige   | 1:55.049 | SF   |
| 5         | Špela Ponomarenko Janić | Slovenien | 1:55.934 | SF   |
| 6         | Maggie Hogan            | USA       | 1:58.970 |      |
| 7         | Anne Cairns             | Samoa     | 2:01.885 |      |

### Heat 4
| Placering | Atlet                  | Land         | Tid      | Note |
| --------- | ---------------------- | ------------ | -------- | ---- |
| 1         | Inna Osypenko-Radomska | Aserbajdsjan | 1:51.750 | SF   |
| 2         | Ewelina Wojnarowska    | Polen        | 1:52.193 | SF   |
| 3         | Elena Aniushina        | Rusland      | 1:52.597 | SF   |
| 4         | Martina Kohlová        | Slovakiet    | 1:53.167 | SF   |
| 5         | Dalma Ružičić-Benedek  | Serbien      | 1:54.048 | SF   |
| 6         | Naomi Flood            | Australien   | 1:54.150 | SF   |

### Semifinale 1
| Placering | Atlet                 | Land         | Tid      | Note |
| --------- | --------------------- | ------------ | -------- | ---- |
| 1         | Maryna Litvinchuk     | Hviderusland | 1:55.641 | FA   |
| 2         | Lisa Carrington       | New Zealand  | 1:56.155 | FA   |
| 3         | Dalma Ružičić-Benedek | Serbien      | 1:57.294 | FA   |
| 4         | Karin Johansson       | Sverige      | 1:59.321 | FB   |
| 5         | Ewelina Wojnarowska   | Polen        | 1:59.458 | FB   |
| 6         | Mariya Povh           | Ukraine      | 2:00.714 |      |
| 7         | Zoya Ananchenko       | Kasakhstan   | 2:01.660 |      |

### Semifinale 2
| Placering | Atlet           | Land       | Tid      | Note |
| --------- | --------------- | ---------- | -------- | ---- |
| 1         | Danuta Kozák    | Ungarn     | 1:54.241 | FA   |
| 2         | Emma Jørgensen  | Danmark    | 1:55.193 | FA   |
| 3         | Zhou Yu         | Kina       | 1:55.311 | FA   |
| 4         | Elena Aniushina | Rusland    | 1:57.229 | FB   |
| 5         | Martina Kohlová | Slovakiet  | 1:57.801 | FB   |
| 6         | Naomi Flood     | Australien | 2:01.910 |      |
| 7         | Lasma Liepa     | Tyrkiet    | 2:08.450 |      |

### Semifinale 3
| Placering | Atlet                   | Land           | Tid      | Note |
| --------- | ----------------------- | -------------- | -------- | ---- |
| 1         | Franziska Weber         | Tyskland       | 1:56.515 | FA   |
| 2         | Inna Osypenko-Radomska  | Aserbajdsjan   | 1:57.627 | FA   |
| 3         | Špela Ponomarenko Janić | Slovenien      | 1:58.098 | FB   |
| 4         | Teresa Portela          | Portugal       | 1:58.360 | FB   |
| 5         | Bridgitte Hartley       | Sydafrika      | 1:58.397 | FB   |
| 6         | Rachel Cawthorn         | Storbritannien | 1:58.410 | FB   |
| 7         | Émilie Fournel          | Canada         | 1:59.638 |      |

### B Finale
| Placering | Atlet                   | Land           | Tid      | Note |
| --------- | ----------------------- | -------------- | -------- | ---- |
| 1         | Elena Aniushina         | Rusland        | 1:57.202 |      |
| 2         | Špela Ponomarenko Janić | Slovenien      | 1:57.541 |      |
| 3         | Teresa Portela          | Portugal       | 1:58.058 |      |
| 4         | Ewelina Wojnarowska     | Polen          | 1:58.167 |      |
| 5         | Martina Kohlová         | Slovakiet      | 1:58.211 |      |
| 6         | Karin Johansson         | Sverige        | 1:58.363 |      |
| 7         | Rachel Cawthorn         | Storbritannien | 1:58.470 |      |
| 8         | Bridgitte Hartley       | Sydafrika      | 2:01.890 |      |

### Finale
| Placering | Atlet                  | Land         | Tid      | Note |
| --------- | ---------------------- | ------------ | -------- | ---- |
| Guld      | Danuta Kozák           | Ungarn       | 1:52.494 |      |
| Sølv      | Emma Jørgensen         | Danmark      | 1:54.326 |      |
| Bronze    | Lisa Carrington        | New Zealand  | 1:54.372 |      |
| 4         | Maryna Litvinchuk      | Hviderusland | 1:54.474 |      |
| 5         | Franziska Weber        | Tyskland     | 1:54.553 |      |
| 6         | Zhou Yu                | Kina         | 1:54.994 |      |
| 7         | Dalma Ružičić-Benedek  | Serbien      | 1:55.095 |      |
| 8         | Inna Osypenko-Radomska | Aserbajdsjan | 1:56.573 |      |